# Vindecy
Vindecy település Franciaországban, Saône-et-Loire megyében. Lakosainak száma 246 fő (2022. január 1.). Vindecy Avrilly, Luneau, Anzy-le-Duc, Baugy, L’Hôpital-le-Mercier és Montceaux-l’Étoile községekkel határos.

## Népesség
A település népessége az elmúlt években az alábbi módon változott:
| Lakosok száma | 252  | 250  | 258  | 254  | 255  | 254  | 251  | 249  | 246  |
|               | 2013 | 2015 | 2016 | 2017 | 2018 | 2019 | 2020 | 2021 | 2022 |